# Гребенёво (Псковская область)
Гребенёво — деревня в Гдовском районе Псковской области России. Входит в состав Самолвовской волости Гдовского района.
Расположена на юго-западе района на берегу реки Ремда (притока Желчи), в 10 км к северо-востоку от волостного центра Самолва, в 1 км к северу от деревни Ремда.

## Население
Численность населения деревни на 2000 год составляла 16 человек.

## История
До 2005 года деревня входила в состав ныне упразднённой Ремдовской волости.